# Microdontinae

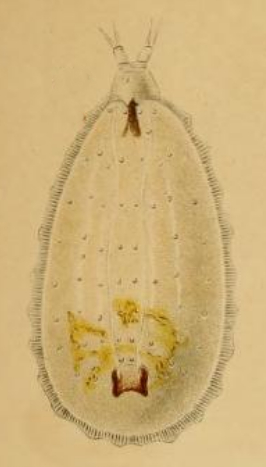
Microdon eggeri, larva, primer estadio.

Microdontinae es una subfamilia de moscas de la familia Syrphidae. Hay más de 450 especies en 53 géneros de distribución mundial, más de 170 están en el Neotrópico. Microdon es el género más numeroso. Aunque la subfamilia es muy diversa tiene características comunes que la distinguen de otros sírfidos.
Los microdontinos son mirmecófilos, es decir que viven en los nidos de hormigas donde se comportan como necrófagos o predadores de dichos nidos. En contraste con otras larvas de sírfidos, no tienen segmentos visibles. Los adultos de muchas especies tampoco se comportan en la forma típica de los sírfidos adultos que visitan flores, sino que permanecen cerca de las colonias de hormigas (los adultos de algunas de estas especies carecen de piezas bucales funcionales y no pueden alimentarse).
Varios géneros (por ejemplo: Masarygus, Paragodon, Schizoceratomyia y Surimyia) carecen de la vena espuria, característica de todos los otros sírfidos. Ver otras características de esta subfamilia en Thompson (1969).

## Géneros y subgéneros
Una lista revisada de géneros fue publicada por Reemer & Ståhls (2013):
- Afromicrodon Thompson, 2008[2]
- Archimicrodon Hull, 1945
  - Archimicrodon Hull, 1945
  - Hovamicrodon Keiser, 1971
- Aristosyrphus Curran, 1941
  - Aristosyrphus Curran, 1941
  - Eurypterosyrphus Barretto & Lane, 1947
- Bardistopus Mann, 1920
- Carreramyia Doesburg, 1966
- Ceratophya Wiedemann, 1824
- Ceratrichomyia Séguy, 1951
- Ceriomicrodon Hull, 1937[6]
- Cervicorniphora Hull, 1945
- Chrysidimyia Hull, 1937[7]
- Domodon Reemer, 2013[5]
- Furcantenna Cheng, 2008[2]
- Heliodon Reemer, 2013[5]
- Hypselosyrphus Hull, 1937[6]
- Indascia Keiser, 1958
- Kryptopyga Hull, 1944
- Laetodon Reemer, 2013[5]
- Masarygus Bréthes, 1909
- Menidon Reemer, 2013[5]
- Mermerizon Reemer, 2013[5]
- Metadon Reemer, 2013[5]
- Microdon Meigen, 1803
  - Chymophila Macquart, 1834
  - Dimeraspis Newman, 1838
  - Megodon Keiser, 1971
  - Microdon Meigen, 1803
  - Myiacerapis Hull, 1949
  - Syrphipogon Hull, 1937[7]
- Mixogaster Macquart, 1842
- Oligeriops Hull, 1937[6]
- Omegasyrphus Giglio-Tos, 1891
- Paragodon Thompson, 1969[4]
- Paramicrodon de Meijere, 1913
- Paramixogaster Brunetti, 1923
- Parocyptamus Shiraki, 1930
- Peradon Reemer, 2013[5]
- Piruwa Reemer, 2013[5]
- Pseudomicrodon Hull, 1937[6]
- Ptilobactrum Bezzi, 1915
- Rhoga Walker, 1857
- Rhopalosyrphus Giglio-Tos, 1891
- Schizoceratomyia Carrera, Lopes & Lane, 1947
- Serichlamys Curran, 1925
- Spheginobaccha de Meijere, 1908
- Stipomorpha Hull, 1945
- Sulcodon Reemer, 2013[5]
- Surimyia Reemer, 2008[3]
- Thompsodon Reemer, 2013[5]
- Ubristes Walker, 1852